# Zastava M76

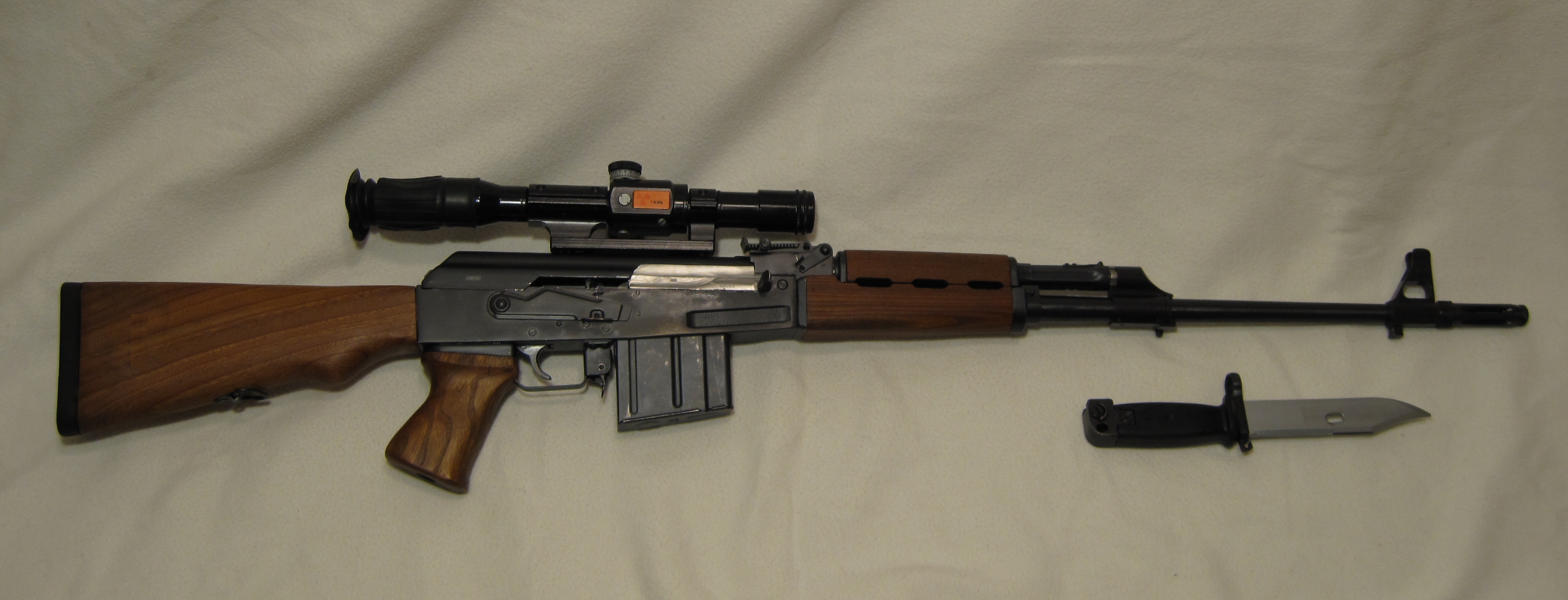
Le fusil de sniper M76 en ordre de combat avec sa baïonnette en dessous.

Le fusil de précision serbe M76 est un Zastava M70 munie d'une lunette de tir et d'un canon long. Il n'a pas possibilité de tir en rafales. Son concepteur/constructeur est Zastava arms. Il fut en service dans tous les camps durant les guerres de Yougoslavie. 

## Différence avec le Zastava M70
Premièrement, il a un calibre different, le 8x57 mm "is" ou "js". Son chargeur a une  capacité limitée à 10 cartouches. Et il a un frein de bouche ; la poignée étant plus inclinée et la crosse moins. De plus, il y a un bouton de réglage à 3 positions qui permet de modifier la pression de l'emprunt de gaz.

## Un Zastava M 76 pour la chasse: La carabine LKP 96
Si Le M76 est en 308 Winchester ne fut jamais produit en série , faute de clients militaires.  le zastava en calibre 308 est le modele LKP 96.
Un modèle militaire plus court dérivé du zastava m70 est dénommé zastava m77.

## Quelques pays utilisateurs
- Bosnie-Herzégovine
- Cambodge
- Croatie
- Irak:  Il fut produit aussi en 7,62 mm M43 par les arsenaux irakiens sous le nom de Tabuk Sniper. Emploi lors des Guerre Iran-Irak puis Guerre d'Irak
- Monténégro
- Corée du Nord - Fabrication locale sous le nom de Jeogyeok-Bochong.
- Serbie
- Syrie Utilisation par l' EIIL et l'YPG
- Slovénie
- Royaume-Uni/ États-Unis/ Afrique du Sud sociétés militaires privées

## Fiche technique
- Munition : 7,92 × 57 mm / 8x57 IS / 8 mm Mauser
- Cadence de tir : 30 coups/min
- Portée efficace : 600 m
- Capacité du chargeur : 10 cartouches
- Longueur : 1 135 mm
- Canon : 550 mm
- Masse du fusil vide et sans optique : 4,2 kg

## Sources
Cette notice est issue de la lecture des revues spécialisées de langue française suivantes :
- Cibles (Fr)
- Gazette des armes (Fr)
- Action Guns (Fr)
- Raids (Fr)
- Assaut (Fr)